# Dhumavati

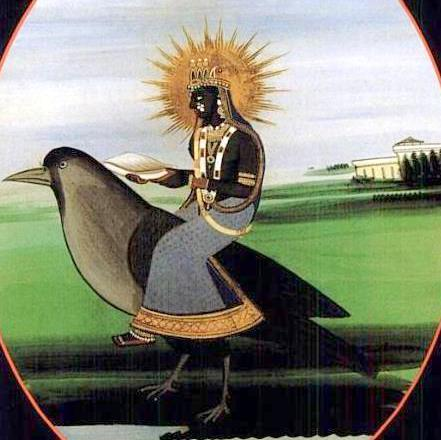
La déesse Dhumavati

Dhumavati est une déesse de l'hindouisme qui fait partie des Dasha Mahavidya: les dix sagesses. Elle est dépeinte comme une veuve, noire, les seins à l'air, un panier à la main. Elle est rarement évoquée dans les cultes hindoues; cependant elle serait la déesse des veuves et des célibataires. Elle est connue pour être dispensatrice de bienfaits envers ses fidèles et leur donne protection.